# Andrzej Kokowski
Andrzej Jan Kokowski (ur. 15 maja 1953 w Złotowie) – polski archeolog, profesor nauk humanistycznych.  

## Życiorys
W pracach wykopaliskowych zaczął brać udział pod koniec szkoły podstawowej. Ukończył I Liceum Ogólnokształcące im. Marii Curie-Skłodowskiej w Złotowie, następnie studia na Uniwersytecie im. Adama Mickiewicza w Poznaniu. Uzyskał następnie stopień doktora, zaś w 1996 habilitował się na UAM na podstawie rozprawy zatytułowanej Grupa masłomęcka. Z badań nad przemianami kultury Gotów w młodszym okresie rzymskim. W 2000 otrzymał tytuł profesora nauk humanistycznych.
Zawodowo związany m.in. z Uniwersytetem Marii Curie-Skłodowskiej w Lublinie, na której to uczelni doszedł do stanowiska profesora zwyczajnego. Był twórcą Instytutu Archeologii UMCS, obejmując funkcję dyrektora tej placówki.
Specjalizuje się w archeologii Polski i powszechnej okresu przedrzymskiego i okresu rzymskiego (Goci, Wandalowie, Sarmaci). Prowadził uznane badania nad dziejami wędrówki Gotów w tym wykopaliska w Masłomęczu i w Gródku koło Hrubieszowa. Był stypendystą Fundacji Alexandra von Humboldta. Kierował projektami „Schätze der Ostgoten i Die Vandalen, die Könige, die Eliten, die Krieger, die Handwerker. Jest autorem kilkuset publikacji naukowych, w tym pozycji książkowych, jak też uczestnikiem około 50 kongresów międzynarodowych.
Nagrodzony m.in. „Złotą Łopatą”, tytułem „Popularyzatora Nauki 2008”, wyróżnieniem odkrycie roku czasopisma „National Geographic Polska”. W 2014 odznaczony Krzyżem Kawalerskim Orderu Odrodzenia Polski, w 2005 otrzymał Złoty Krzyż Zasługi.
W latach 1983–1989 zarejestrowany jako tajny współpracownik, pseudonim „Wisłok”, prowadzony przez Wydział II KWMO/WUSW w Lublinie

## Publikacje
- Lubelszczyzna w młodszym okresie przedrzymskim i w okresie rzymskim (Lublin 1991)
- Gródek nad Bugiem: cmentarzysko grupy masłomęckiej (Lublin 1993)
- Grupa masłomęcka. Z badań nad przemianami kultury Gotów w młodszym okresie rzymskim (Lublin 1995)
- Archeologia Gotów. Goci w Kotlinie Hrubieszowskiej (Lublin 1999)
- Starożytna Polska. Od trzeciego wieku przed narodzeniem Chrystusa do schyłku starożytności (2005)
- Goci. Od Skandzy do Campi Gothorum (od Skandynawii do Półwyspu Iberyjskiego) (2007)
- 30 powodów do dumy z mieszkania w krainie Gotów (Lublin 2007)
- Przygoda z archeologią, czyli najstarsze dzieje Krajny Złotowskiej (do czasów lokacji miasta Złotowa) (Warszawa 2011)